# أبيلكين
أبيلكين هو الملك الجوتي الحادي عشر من سلالة جوتيان في سومر المذكور في قائمة الملوك السومريين. عاش الملك أبيلكين في أواخر الألفية الثالثة قبل الميلاد ، كان أبليكين خليفة للملك كوروم وخلفه في الحكم الملك لاإيرابوم.
| سبقه كوروم | ملك سومر أواخر 3000 قبل الميلاد | تبعه لاإيرابوم |